# Примокшанская культура
Примокшанская культура — археологическая культура среднего периода бронзового века. Названа по характерным памятникам в бассейне реки Мокши. Выделена примокшанская культура была в середине 1950-х годов П. Д. Степановым. Исследователи предполагают, что население примокшанской культуры генетически связано с индоевропейскими племенами лесостепного Подонья. Поселения примокшанской культуры расположены главным образом на высоких береговых мысах (в Мордовии — у сел Журавкино, Паёво, Теньгушево и других.).
Для примокшанской культуры типичны глиняные сосуды со сложнопрофилированным верхним краем и орнаментом из неглубоких ямок ромбической или треугольной формы, оттисков зубчатого штампа. Погребальные памятники примокшанской культуры мало изучены. В середине 2-го тысячелетия до н. э. племена примокшанской культуры сменило население срубной и поздняковской культур.

## Источник
- Энциклопедия Мордовия, В.Н. Шитов.